# Municipio de Hill (Minnesota)
El municipio de Hill (en inglés: Hill Township) es un municipio ubicado en el condado de Kittson en el estado estadounidense de Minnesota. En el año 2010 tenía una población de 15 habitantes y una densidad poblacional de 0,18 personas por km².

## Geografía
El municipio de Hill se encuentra ubicado en las coordenadas 48°51′17″N 97°7′2″O / 48.85472, -97.11722. Según la Oficina del Censo de los Estados Unidos, el municipio tiene una superficie total de 83.81 km², de la cual 83,1 km² corresponden a tierra firme y (0,85 %) 0,71 km² es agua.

## Demografía
Según el censo de 2010, había 15 personas residiendo en el municipio de Hill. La densidad de población era de 0,18 hab./km². De los 15 habitantes, el municipio de Hill estaba compuesto por el 100 % blancos. Del total de la población el 0 % eran hispanos o latinos de cualquier raza.